# Magnús Ver Magnússon
Magnús Ver Magnússon (Hafnarfjörður, 23 aprile 1963) è un sollevatore, strongman e powerlifter islandese.
Ha vinto il titolo di World's Strongest Man per quattro volte (1991, 1994, 1995 e 1996).

## Biografia
Magnusson iniziò a praticare il powerlifting nel 1984, e nel 1985 vinse una medaglia ai campionati juniores Europei e mondiali. Ha vinto poi il titolo categoria Senior classe 125 kg nel 1989 e 1990.
Magnusson iniziò a competere in gare di strongman nel 1985, finendo terzo al campionato islandese di strongman vinto da Jón Páll Sigmarsson. Dopo aver vinto nel 1991 il World's Strongest Man, decise di dedicarsi esclusivamente a questo genere di competizioni. Ha vinto innumerevoli gare di strongman: nel 1989 il Pure Strength in Scozia, nel 1991 e 1993 l'International Power Challenge, nel 1992 lo Scandinavian Strongest Man in Finlandia, nel 1992 il Nordic Strongest Man in Danimarca, nel 1994 lo Europe's Strongest Man, nel 1995 il World Musclepower Championship, e nel 1995 e 1997 il Viking Challenge.
Ha anche vinto il concorso il più forte Islanda nove volte nella costa occidentale (Vestfjarðavíkingurinn), è considerato uno degli uomini più forti di tutti i tempi.

## Profilo
- Altezza: 190 cm
- Peso: 130 kg
- Torace: 145 cm
- Braccio: 52 cm

## Primati personali
- Squat: 400 kg
- Panca piana: 274,5 kg
- Stacco da terra: 445 kg
- Totale sulle tre alzate: 1015 kg